# Judvan Lucas de Almeida
Judvan Lucas de Almeida (Floriano, Brasil; 2 de agosto de 1991) es un futbolista brasileño. Su posición es mediocampista y actualmente juega en el Independiente AC.

## Estadísticas
Actualizado el 7 de febrero de 2021.
| Club                         | Div.          | Temporada     | Liga  | Liga  | Estatal | Estatal | Copas nacionales(1) | Copas nacionales(1) | Copas internacionales(2) | Copas internacionales(2) | Total | Total |
| Club                         | Div.          | Temporada     | Part. | Goles | Part.   | Goles   | Part.               | Goles               | Part.                    | Goles                    | Part. | Goles |
| ---------------------------- | ------------- | ------------- | ----- | ----- | ------- | ------- | ------------------- | ------------------- | ------------------------ | ------------------------ | ----- | ----- |
| S. E. Gama · Brasil          | 4ª            | 2015          | 7     | 0     | -       | -       | -                   | -                   | -                        | -                        | 7     | 0     |
| S. E. Gama · Brasil          | 4ª            | 2016          | 0     | 0     | 12      | 0       | -                   | -                   | -                        | -                        | 12    | 0     |
| S. E. Gama · Brasil          | Total club    | Total club    | 7     | 0     | 12      | 0       | 0                   | 0                   | 0                        | 0                        | 19    | 0     |
| Dorados · México             | 2ª            | 2016-17       | 13    | 0     | -       | -       | 4                   | 0                   | -                        | -                        | 17    | 0     |
| Dorados · México             | Total club    | Total club    | 13    | 0     | -       | -       | 4                   | 0                   | -                        | -                        | 17    | 0     |
| Ceilândia E. C. · Brasil     | 4ª            | 2018          | 1     | 0     | -       | -       | -                   | -                   | -                        | -                        | 1     | 0     |
| Ceilândia E. C. · Brasil     | Total club    | Total club    | 1     | 0     | 0       | 0       | 0                   | 0                   | 0                        | 0                        | 1     | 0     |
| Independiente A. C. · Brasil | PAR           | 2020          | 0     | 0     | -       | -       | 4                   | 0                   | -                        | -                        | 4     | 0     |
| Independiente A. C. · Brasil | PAR           | 2021          | 0     | 0     | -       | -       | -                   | -                   | -                        | -                        | 0     | 0     |
| Independiente A. C. · Brasil | Total club    | Total club    | 0     | 0     | 4       | 0       | 0                   | 0                   | 0                        | 0                        | 4     | 0     |
| Total carrera                | Total carrera | Total carrera | 21    | 0     | 20      | 0       | 0                   | 0                   | 0                        | 0                        | 41    | 0     |